# 화도역
화도역(花島驛)은 조선민주주의인민공화국 남포시 온천군 귀성로동자구에 위치한 평남선의 철도역이다. 